# کپنکچی
کپنکچی (به ترکی آذربایجانی: Kəpənəkçi) یک منطقهٔ مسکونی در جمهوری آذربایجان است که در شهرستان بردع واقع شده‌است.